# Liste von Solarkraftwerken in Deutschland
Die Liste von Solarkraftwerken in Deutschland bietet einen Überblick über große Photovoltaikanlagen in Deutschland. Die Liste erhebt keinen Anspruch auf Vollständigkeit.

## Liste
| Bild | KW-Name                                        | Peakleistung | Inbetriebnahme | Standort                                                                         | Bundesland / Kreis | Bemerkungen | Betreiber                                                                   |
| ---- | ---------------------------------------------- | ------------ | -------------- | -------------------------------------------------------------------------------- | ------------------ | --- | --------------------------------------------------------------------------- |
|      | Photovoltaikanlage Neurather See               | 0,4 MW       | 1991           | Grevenbroich ⊙                                                                   | NW / NE            | Photovoltaik-Testfeld | RWE                                                                         |
|      | Solarpark Vogtsburg                            | 7,8 MW       | 2013           | Vogtsburg im Kaiserstuhl ⊙                                                       | BW / BH            | |                                                                             |
|      | Solarpark Oberndorf                            | 1,0 MW       | 2002           | Oberndorf am Lech ⊙                                                              | BY / DON           | Photovoltaik-Kraftwerk mit Nachführsystem |                                                                             |
|      | Solarpark Leipziger Land                       | 5,0 MW       | 2004           | Espenhain, ehemalige Kohlestaubdeponie ⊙                                         | SN / L             | Photovoltaik-Kraftwerk |                                                                             |
|      | Solarpark Bavaria (Oberpfalz)                  | 1,9 MW       | 2005           | Velburg ⊙                                                                        | BY / NM            | Photovoltaik-Kraftwerk |                                                                             |
|      | Solarpark Bavaria                              | 1,9 MW       | 2005           | Dietersburg ⊙                                                                    | BY / PAN           | Photovoltaik-Kraftwerk |                                                                             |
|      | Solarpark Bavaria                              | 6,3 MW       | 2005           | Mühlhausen/Sulz ⊙                                                                | BY / NM            | Photovoltaik-Kraftwerk |                                                                             |
|      | Solarfeld Erlasee                              | 11,4 MW      | 2005           | Arnstein (Unterfranken), Gut Erlasee ⊙                                           | BY / MSP           | Photovoltaik-Kraftwerk mit Nachführsystem | S.A.G. Solarstrom AG, E.ON Bayern AG                                        |
|      | Solarpark Borna                                | 3,4 MW       | 2006           | Borna, Gelände der ehemaligen Brikettfabrik Borna ⊙                              | SN / L             | Photovoltaik-Kraftwerk mit Nachführsystem |                                                                             |
|      | Solarpark Pocking                              | 10,0 MW      | 2006           | Pocking, Gelände des ehemaligen Truppenübungsplatzes ⊙                           | BY / PA            | Photovoltaik-Kraftwerk |                                                                             |
|      | Solarpark Bruhrain                             | 2,3 MW       | 2007           | Waghäusel ⊙                                                                      | BW / KA            | Photovoltaik-Kraftwerk | WIRSOL (WIRCON GmbH)                                                        |
|      | Solarpark Königsbrück, Neues Lager             | 4,4 MW       | 2007           | Königsbrück ⊙                                                                    | SN / BZ            | Photovoltaik-Kraftwerk |                                                                             |
|      | Solarkraftwerk Niersbach                       | 10,0 MW      | 2007           | Niersbach ⊙                                                                      | RP / WIL           | Photovoltaikkraftwerk | Solarkraftwerk Niersbach GmbH                                               |
|      | Solarkraftwerk Göttelborn                      | 8,2 MW       | Sep. 2007      | Göttelborn ⊙                                                                     | SL / SB            | Photovoltaikkraftwerk, 16,5 Hektar, 23.500 Solarmodule                                                                                                 | City Solar                                                                  |
|      | Solarpark Weserstadion                         | 1,2 MW       | 2008           | Bremen ⊙                                                                         | HB                 | Einbindung der Photovoltaik-Module in Fassade und Dach.                                                                                                | Weser-Stadion GmbH, EWE, swb                                                |
|      | Solarturmkraftwerk Jülich                      | 1,5 MW       | Feb. 2008      | Jülich ⊙                                                                         | NW / DN            | Solarthermisches-Versuchskraftwerk | Stadtwerke Jülich                                                           |
|      | Solarpark Rheinhessen                          | 5,0 MW       | 2008           | Wörrstadt, Rheinhessische Hügellandschaft ⊙                                      | RP / AZ            | Photovoltaik-Kraftwerk | juwi                                                                        |
|      | Solarpark Waldpolenz                           | 52,0 MW      | 2008           | Brandis, ehemaliger sowjetischer Militärflugplatz Flugplatz Brandis-Waldpolenz ⊙ | SN / L             | Photovoltaik-Kraftwerk, 700.000 Dünnschichtmodule von First Solar                                                                                      | juwi                                                                        |
|      | Solarpark Igling-Buchloe                       | 5,8 MW       | Sep. 2008      | Buchloe Holzhausen ⊙                                                             | BY / OAL           | 78210 Dünnschicht-Module von First Solar, 5,6ha Modulfläche auf 18,3ha Freifläche                                                                      |                                                                             |
|      | Solarpark Hintere Halde 1                      | 0,6 MW       | 8. Dez. 2008   | Frankenhardt ⊙                                                                   | BW / SHA           | Photovoltaik-Kraftwerk | FuR Hoffmann PV KG                                                          |
|      | Solarpark Königsbrück, Höckendorfer Straße     | 4,8 MW       | 2009           | Königsbrück, ehem. Kasernengelände der sowjetischen Streitkräfte ⊙               | SN / BZ            | Photovoltaik-Kraftwerk | RENERCO AG                                                                  |
|      | Solarpark Kreismülldeponie Dörlesberg          | 0,7 MW       | 2009           | Dörlesberg ⊙                                                                     | BW / TBB           | Photovoltaik-Kraftwerk, eine 0,88 ha große Photovoltaik-Freiflächenanlage mit 561 KWp Leistung                                                         |                                                                             |
|      | Energiepark Neusaß                             | 3,2 MW       | 2009           | Walldürn-Glashofen-Neusaß ⊙                                                      | BW / MOS           | Photovoltaik-Kraftwerk, Inbetriebnahme Ende 2009 | Energiepark Neusaß GmbH&Co.KG                                               |
|      | Solarkraftwerk Köthen                          | 45,0 MW      | 2009           | Köthen(Anhalt) ehm. Militärflugplatz ⊙                                           | ST / ABI           | Photovoltaik-Kraftwerk, Fertigstellung 2010 | RGE Energy AG                                                               |
|      | Solarpark Lieberose                            | 53,0 MW      | 2009           | Lieberose ⊙                                                                      | BB / LDS           | Photovoltaik-Kraftwerk | juwi, First Solar                                                           |
|      | Solarfeld Krumbach – Am Reschenberg            | 5,1 MW       | Dez. 2009      | Krumbach (Schwaben), Tertiäres Hügelland zwischen Alpen und Donau ⊙              | BY / GZ            | Photovoltaik-Kraftwerk |                                                                             |
|      | Photovoltaikanlage Neustrelitz                 | 8,1 MW       | Dez. 2009      | Neustrelitz, ehem. Kasernengelände der sowjetischen Streitkräfte ⊙               | MV / MSE           | Photovoltaikkraftwerk | IBC Solar                                                                   |
|      | Solarfeld Gänsdorf / Straßkirchen              | 54,3 MW      | Dez. 2009      | Straßkirchen ⊙                                                                   | BY / SR            | Photovoltaik-Kraftwerk, 135 Hektar, 243.936 Module aus multikristallinem Silizium von Q-Cells                                                          | Q-Cells, MEMC, Nordcapital                                                  |
|      | Solarpark Haag                                 | 6,0 MW       | 16. Dez. 2009  | Haag (Gutenstetten) ⊙                                                            | BY / NEA           | Photovoltaik-Kraftwerk, 20 Hektar | Gehrlicher Solar AG, Conetwork Erneuerbare Energien Holding GmbH & Co. KGaA |
|      | Solarpark Fritz-Walter-Stadion                 | 1,4 MW       | 2010           | Kaiserslautern ⊙                                                                 | RP / KL            | Photovoltaik-Kraftwerk |                                                                             |
|      | Solarpark Heckfeld                             | 1,9 MW       | 2010           | Heckfeld ⊙                                                                       | BW / TBB           | Photovoltaik-Kraftwerk, 23.640 Solarmodule | BürgerEnergie Tauberfranken                                                 |
|      | Solarpark Ahorn                                | 11,0 MW      | 2010           | Ahorn-Berolzheim ⊙                                                               | BW / TBB           | Photovoltaik-Kraftwerk, etwa 50.000 Solarmodule |                                                                             |
|      | Solarpark Thüngen                              | 19,0 MW      | 2010           | nördlich von Thüngen auf dem Riedberg ⊙                                          | BY / MSP           | Photovoltaikkraftwerk, Fertigstellung 2010 |                                                                             |
|      | Solarpark Ernsthof                             | 35,0 MW      | 2010           | Ernsthof bei Wertheim-Dörlesberg ⊙                                               | BW / TBB           | Photovoltaik-Kraftwerk, Teil des Tauberlandparks, der Solarpark bringt seit seiner Inbetriebnahme auf einer Fläche von rund 85 ha etwa 35 MWp Leistung |                                                                             |
|      | Solarpark Brandenburg-Briest                   | 91,0 MW      | 2010           | Brandenburg an der Havel, ehem. Kasernengelände der russischen Streitkräfte ⊙    | BB / BRB           | erstes europäisches Photovoltaik-Investment von Google, zunächst größter Solarpark Europas                                                             | Solarpark Brandenburg (Havel) GmbH                                          |
|      | Solarpark Lauingen (Helmeringen 1, 2 und 3)    | 25,7 MW      | Juni 2010      | Lauingen (Donau) ⊙                                                               | BY / DLG           | 306084 Module auf 63ha, 27GWh/a | Stadtwerke München (nur Helmeringen 1 und 2)                                |
|      | Solarpark Oberwinterbach                       | 4,8 MW       | 16. Juni 2010  | Oberwinterbach ⊙                                                                 | BY / ERH           | Photovoltaik-Kraftwerk, 23 Hektar |                                                                             |
|      | Solarpark Schwege                              | 7,4 MW       | 2010           | Glandorf-Schwege ⊙                                                               | NI / OS            | Photovoltaikkraftwerk, 36.000 Solarmodule auf 20 Hektar                                                                                                | Teutoburger Energie Netzwerk                                                |
|      | Solarpark Bindlacher Berg                      | 2,4 MW       | März 2011      | Bindlacher Berg, ehem. Kasernengelände der amerikanischen Streitkräfte ⊙         | BY / BT            | Photovoltaikkraftwerk mit Nachführsystem | Cosmoenergy                                                                 |
|      | Solarpark Delitzsch, Nord                      | 7,7 MW       | Juni 2011      | Delitzsch, ehem. Delitzscher Qualitätsschlachtrind GmbH ⊙                        | SN / DZ            | Photovoltaikanlage auf Dächern und Konversionsflächen, 23 Hektar, Module Innotech Solar (ITS) und NexPower                                             |                                                                             |
|      | Dachanlage Schienenfahrzeugwerk Delitzsch      | 1,0 MW       | Juni 2011      | Delitzsch, Dach des SFW Schienenfahrzeugwerk Delitzsch GmbH ⊙                    | SN / DZ            | Dachanlage auf 1,5 Hektar, 5400 polykristalline Module                                                                                                 | meridian Neue Energien GmbH                                                 |
|      | Solarpark Dittwar                              | 1,8 MW       | 2011           | Dittwar ⊙                                                                        | BW / TBB           | Photovoltaik-Kraftwerk, 7612 Solarmodule | BürgerEnergie Tauberfranken                                                 |
|      | Solarpark Utscheid                             | 2,5 MW       | 2011           | Utscheid ⊙                                                                       | RP / BIT           | Solarpark | Scatec Solar                                                                |
|      | Solarpark Magdeburg                            | 8,5 MW       | 2011           | Magdeburg, ehemalige Mülldeponie Cracauer Anger ⊙                                | ST / MD            | Photovoltaikkraftwerk, Inbetriebnahme Ende 2011 | re:cap global investors ag                                                  |
|      | Solarpark Wülknitz                             | 11,0 MW      | 2011           | Wülknitz ⊙                                                                       | SN / MEI           | Photovoltaikkraftwerk | Saferay GmbH                                                                |
|      | Solarpark Eiche                                | 26,5 MW      | 2011           | Ahrensfelde ⊙                                                                    | BB / BAR           | Photovoltaik-Kraftwerk |                                                                             |
|      | Solarpark Reckahn                              | 37,8 MW      | 2011           | Reckahn, brachliegendes Gewerbegebiet ⊙                                          | BB / PM            | Photovoltaik-Kraftwerk, Inbetriebnahme 2010/11 | Belectric                                                                   |
|      | Solarpark Fürstenwalde                         | 40,0 MW      | 2011           | Fürstenwalde/Spree, Flugplatz Fürstenwalde ⊙                                     | BB / LOS           | Photovoltaik-Kraftwerk, 74 Hektar |                                                                             |
|      | Solarpark Alt Daber                            | 67,8 MW      | 2011           | Wittstock/Dosse ⊙                                                                | BB / OPR           | Photovoltaik-Kraftwerk, 2014 um Batterie-Speicherkraftwerk erweitert                                                                                   | Solarpark: Belectric Batteriespeicher: Upside Invest GmbH & Co. KG          |
|      | Solarpark Finsterwalde                         | 82,0 MW      | 2011           | Lichterfeld-Schacksdorf ⊙                                                        | BB / EE            | Photovoltaik-Kraftwerk, Inbetriebnahme 2011 | Q-Cells                                                                     |
|      | Solarpark Finow Tower I + II                   | 84,7 MW      | 2011           | Schorfheide, Flugplatz Eberswalde-Finow ⊙                                        | BB / BAR           | Photovoltaikkraftwerk, Fertigstellung 2010 (2011) | Altira Group / Deutscher Solarfonds Stabilität 2010 GmbH & Co. KG           |
|      | Solarpark Inden                                | 3,9 MW       | 2011           | Inden, ehemalige Mülldeponie ⊙                                                   | NW / DN            | Photovoltaik-Kraftwerk, 10 Hektar, 16.236 Solarmodule                                                                                                  | Rurenergie GmbH, F&S solar concept                                          |
|      | Solarpark Königsbrück, Hoyerswerdaer Straße    |              | 2011           | Königsbrück ⊙                                                                    | SN / BZ            | Photovoltaik-Kraftwerk |                                                                             |
|      | Solarpark Oranienburg                          | 7,8 MW       | Aug. 2011      | Oranienburg, ehemaliger Flugplatz Oranienburg ⊙                                  | BB / OHV           | Photovoltaik-Kraftwerk, etwa 33.200 Solarmodule | IFE Eriksen AG                                                              |
|      | Solarpark Eggebek                              | 83,6 MW      | Aug. 2011      | Fliegerhorst Eggebek, Tarp ⊙                                                     | SH / SL            | Photovoltaik-Freiflächenanlage mit ca. 160 Hektar, 360.000 Module von Trina Solar                                                                      | verschiedene                                                                |
|      | Solarkraftwerk Jabel                           | 17,3 MW      | 17. Aug. 2011  | Zwischen den Gemeinden Schwenzin und Jabel, Sand- und Kieswerk Klocksin ⊙        | MV / MSE           | Photovoltaik-Kraftwerk | juwi, First Solar                                                           |
|      | Solarfeld Giebelstadt                          | 28,0 MW      | Sep. 2011      | Giebelstadt ⊙                                                                    | BY / WÜ            | 120000 Module auf 41ha Fläche, Kosten 29 Mio. € | STAWAG                                                                      |
|      | Solarkomplex Senftenberg                       | 148,0 MW     | 24. Sep. 2011  | Senftenberg ⊙                                                                    | BB / OSL           | Photovoltaikkraftwerk, besteht aus drei unabhängigen Solarparks;                                                                                       | Saferay GmbH                                                                |
|      | Solarpark Waldsolms                            | 3,5 MW       | Nov. 2011      | Waldsolms, ehem. Treibstofflager der Bundeswehr ⊙                                | HE / LDK           | Photovoltaik-Kraftwerk, 8,3 Hektar, ca. 15.000 Solarmodule                                                                                             | pro regionale energie Solarpark Waldsolms                                   |
|      | Solarpark Linden 1 „Auf dem Bruch“             | 2,0 MW       | Dez. 2011      | Linden (Hessen), Auf der Bruch ⊙                                                 | HE / GI            | Photovoltaik-Kraftwerk, 4,5 Hektar, ca. 10.000 Solarmodule                                                                                             | ovag Energie AG                                                             |
|      | Solarpark Mutlanger Heide                      | 6,8 MW       | Jan. 2012      | Mutlangen ⊙                                                                      | BW / AA            | Photovoltaik-Kraftwerk | Stadtwerke Schwäbisch Gmünd                                                 |
|      | Solarpark Luckau                               | 21,0 MW      | Jan. 2012      | ehemaliger Militärflugplatz Alteno bei Luckau ⊙                                  | BB / LDS           | Photovoltaik-Kraftwerk, 45 Hektar, ca. 85.000 Solarmodule                                                                                              | WIRSOL (WIRCON GmbH)                                                        |
|      | Solarpark Oberlauda                            | 2,2 MW       | Mai 2012       | Oberlauda ⊙                                                                      | BW / TBB           | Photovoltaik-Kraftwerk, 9020 Solarmodule | BürgerEnergie Tauberfranken                                                 |
|      | Solarpark Hohe Warte                           | 6,0 MW       | Mai 2012       | Hohe Warte (Gießen) ⊙                                                            | HE / GI            | Photovoltaik-Kraftwerk, 4 Hektar | SJC GmbH                                                                    |
|      | Solarpark Groß Munzel                          | 5,8 MW       | Juni 2012      | Groß Munzel, ehemalige Zuckerfabrik ⊙                                            | NS / H             | Photovoltaik-Kraftwerk; etwa 24.000 Module |                                                                             |
|      | Solarpark Delitzsch, Süd-West                  | 32,0 MW      | Juni 2012      | Delitzsch, Industriegebiet Delitzsch Südwest ⊙                                   | SN / DZ            | Freiflächensolaranlage, 51 Hektar, 140000 Module, Kosten 50 Mio. €                                                                                     | Enerparc                                                                    |
|      | Jura Solarpark                                 | 27,0 MW      | Juni 2012      | Buckendorf ⊙                                                                     | BY / LIF           | 145000 Module auf 88ha entlang der A70, Kosten 80 Mio. €                                                                                               | IBC SOLAR AG                                                                |
|      | Solarpark Niestetal Sandershäuser Berg         | 0,8 MW       | 2012           | Niestetal ⊙                                                                      | HE / KS            | Freiflächensolaranlage in Ost-West-Ausrichtung. | Windpark Söhrewald/Niestetal GmbH & Co. KG (Sitz: Kassel)                   |
|      | Solarpark Hütten                               | 16,0 MW      | 2012           | Grafenwöhr ⊙                                                                     | BY / NEW           | Photovoltaik-Kraftwerk, 107.600 m² | WIRSOL (WIRCON GmbH)                                                        |
|      | Solarpark Krughütte                            | 29,0 MW      | 2012           | Lutherstadt Eisleben ⊙                                                           | ST / MSH           | Photovoltaik-Kraftwerk |                                                                             |
|      | Solarpark Jännersdorf                          | 40,5 MW      | 2012           | Jännersdorf ⊙                                                                    | BB / PR            | Photovoltaikkraftwerk |                                                                             |
|      | Solarpark Neuhardenberg                        | 145,0 MW     | 2012           | Neuhardenberg ⊙                                                                  | BB / MOL           | Photovoltaik-Kraftwerk |                                                                             |
|      | Solarpark Güstrow                              | 31,0 MW      | Juli 2012      | ehemalige Nordzucker-Flächen Güstrow ⊙                                           | MV / LRO           | Photovoltaik-Kraftwerk | WIRSOL (WIRCON GmbH)                                                        |
|      | Solarpark Linden II „Steinrücksweg“            | 2,2 MW       | Dez. 2012      | Linden (Hessen), Auf der Bruch ⊙                                                 | HE / GI            | Photovoltaik-Kraftwerk, 5 Hektar, ca. 9400 Solarmodule                                                                                                 | ovag Energie AG                                                             |
|      | Delitzsch Ziehwerk                             | 1,8 MW       | März 2013      | Delitzsch, Döbernitz Ost ⊙                                                       | SN / DZ            | Freifläche |                                                                             |
|      | Solarpark Markt Bibart                         | 8,1 MW       | 2013           | Markt Bibart ⊙                                                                   | BY / NEA           | Photovoltaik-Kraftwerk | Friedrich Wilhelm Raiffeisen Energie                                        |
|      | Solarpark Krempendorf                          | 24,2 MW      | 2013           | Prignitz ⊙                                                                       | BB / PR            | Photovoltaik-Kraftwerk |                                                                             |
|      | Solarpark Templin – Groß Dölln                 | 128,0 MW     | 2013           | Flugplatz Templin/Groß Dölln ⊙                                                   | BB / UM            | Photovoltaikkraftwerk, Fertigstellung 2013 |                                                                             |
|      | Solarpark Ochsenberg                           | 10,0 MW      | Mai 2014       | Königsbronn-Ochsenberg ⊙                                                         | BW / HDH           | 40.000 Module | EnBW Energie Baden-Württemberg                                              |
|      | Fotovoltaikanlage Hohen Wangelin               | 42,4 MW      | Juni 2014      | Hohen Wangelin, ehemaliges VEG-Gelände ⊙                                         | MV / MSE           | Photovoltaik-Freifläche, 28 Hektar | Solum 12 GmbH, solargrün GmbH                                               |
|      | Solarpark Uttenreuth                           | 3,0 MW       | 2014           | Uttenreuth – Nürnberger Reichswald ⊙                                             | BY / ERH           | Photovoltaik-Kraftwerk, Betriebsbeginn 2014, Offizielle Einweihung 2015                                                                                | naturstrom AG                                                               |
|      | Solarpark Wertachtal                           | 35,0 MW      | 2017           | Amberg, Kurzwellensendeanlage Wertachtal ⊙                                       | BY / MN            | Photovoltaik-Kraftwerk |                                                                             |
|      | Solarpark Dittwar – westlich A 81              | 0,7 MW       | 2019           | Dittwar ⊙                                                                        | BW / TBB           | Photovoltaik-Kraftwerk | Lotter Hönninger GbR                                                        |
|      | Solarpark Hintere Halde 2                      | 1,0 MW       | 13. Aug. 2019  | Frankenhardt ⊙                                                                   | BW / SHA           | Photovoltaik-Kraftwerk | FuR Hoffmann PV KG                                                          |
|      | Solarpark Ganzlin                              | 65,0 MW      | Juni 2020      | Ganzlin, ehemalige Kiesgrube ⊙                                                   | MV / LUP           | Photovoltaik-Freifläche, 71 Hektar, 165000 Module, GP JOULE                                                                                            | Greentech                                                                   |
|      | Solarpark Weesow-Willmersdorf                  | 187,0 MW     | 2020           | Werneuchen ⊙                                                                     | BB / BAR           | 465.000 Solarmodule | EnBW Energie Baden-Württemberg                                              |
|      | Solarpark Schornhof                            | 120,0 MW     | Okt. 2020      | Berg im Gau ⊙                                                                    | BY / SOB           | Photovoltaik-Kraftwerk, derzeit größter Solarpark in Süddeutschland                                                                                    | Anumar GmbH                                                                 |
|      | Solarpark Gaarz                                | 120,0 MW     | 31. Mai 2021   | Gaarz ⊙                                                                          | MV / LUP           | Photovoltaik-Kraftwerk, 81 Hektar | Enerparc                                                                    |
|      | Photovoltaik-Solarpark Zietlitz                | 80,0 MW      | Juli 2021      | Dobbin-Linstow ⊙                                                                 | MV / ROS           | Photovoltaik-Freifläche, 86 Hektar, 200000 Module | Wemag                                                                       |
|      | Solarpark Irschendorf                          | 1,6 MW       | 9. Mai 2022    | Irschenberg Oberhasling ⊙                                                        | BY / MB            | 0,87 ha Modulfläche, auf 1,58 ha Freifläche, 1,84 GWh pro Jahr, Kosten 1 Million €                                                                     | JT Solar 4 GmbH & Co KG                                                     |
|      | Solarpark Lauterbach                           | 54,7 MW      | 2022           | Lauterbach-Frischborn ⊙                                                          | HE / VB            | 125000 Module auf 54 Hektar | ENERPARC AG                                                                 |
|      | Solarpark Gottesgabe                           | 150,0 MW     | 2022           | Gottesgabe (Neuhardenberg) ⊙                                                     | BB / MOL           | | EnBW Energie Baden-Württemberg                                              |
|      | Solarpark Alttrebbin                           | 150,0 MW     | 2022           | Alttrebbin ⊙                                                                     | BB / MOL           | | EnBW Energie Baden-Württemberg                                              |
|      | Freiflächenphotovoltaik Gilching südl. der A96 | 16,2 MW      | 31. Juli 2022  | Gilching Geisenbrunn ⊙                                                           | BY / STA           | 35883 PV-Module auf 14 ha Fläche, 17,8 GWh pro Jahr, Kosten 11 Mio. €                                                                                  | Sonnenenergie Gilching GmbH & Co. KG, Gemeindewerke Gilching KU             |
|      | Solarpark Winterberg                           | 9,8 MW       | 31. Juli 2023  | Seckach ⊙                                                                        | BW / MOS           | Photovoltaik-Kraftwerk mit 3,6 MW Batteriespeicher | JUWI                                                                        |
|      | Bürgersolarpark Bundorf                        | 125 MW       | 2023           | Bundorf ⊙                                                                        | BY / HAS           | * Leistung: 125 MWp davon 1,5 MWp für Fernwärme | EGIS eG und MaxSolar GmbH                                                   |
|      | C3 Logistikcenter Bremen                       | 9,3 MW       | 2023           | Bremen ⊙                                                                         | BR                 | Photovoltaik-Dachanlage | BLG Logistics                                                               |
|      | Energiepark Witznitz                           | 605,0 MW     | 3. Juli 2024   | Witznitz, ehemaliger Braunkohletagesbergbau ⊙                                    | SN / L             | größter Freiflächensolarpark Deutschlands, 500 Hektar, 1,1 Millionen Solarmodule                                                                       |                                                                             |
|      | Solarpark Lechfeld Nord                        | 24,9 MW      |                | Kleinaitingen ⊙                                                                  | BY / A             | |                                                                             |
|      | Hafengelände Brake                             | 12,8 MW      | 2024           | Brake (Unterweser) ⊙                                                             | NS / BRA           | leistungsstärkste Dach-Solaranlage Niedersachsens | J. MÜLLER                                                                   |